# Triptih iz Modene
Triptih iz Modene je triptih iz leta 1568 (slika s tremi ploščami) umetnika El Greca, ki je bil znan tudi kot Doménikos Theotokópoulos.
Ta prenosni oltar je poslikan na obeh straneh in ima italijanski renesančni okvir. Na sprednji strani je upodobljeno čaščenje pastirjev, krščanski vitez, ki ga Kristus krona v slavi in Jezusov krst. Zadnja plošča prikazuje Oznanjenje, goro Sinaj ter Adama in Evo. Zadnja plošča prikazuje romarje na poti do samostana svete Katarine v Egiptu, kot da so na poti v nebesa.

## Zgodovina
Po vsej verjetnosti je to delo, ki je nastalo malo pred njegovim odhodom v Benetke med letoma 1567 in 1568, pomenilo prelomnico med njegovimi prvimi deli - ki so sledila tradiciji bizantinskih ikon - in njegovim stikom z zahodno umetnostjo prek nekaterih platen katoliških cerkva v Candia in predvsem grafik in gravur, ki so prispele na Kreto in reproducirali italijanske figurativne sheme.
Po besedah Fernanda Maríasa je bilo to delo narejeno že v Benetkah leta 1569 ali kmalu zatem. Ta avtor podpira datiranje v Pogledu na goro Sinaj, predstavljenem v tem triptihu, za katerega meni, da ga je navdihnila gravura Luce Bertellija in Giovannija Battiste Fontane (1524-1587) iz leta 1569.
Če so bila v bizantinski umetnosti ozadja okrašena z zlatimi lističi, se je El Greco od beneškega slikarstva naučil uporabe renesančne perspektive, medtem ko je postopoma prehajal od slikanja s tempero k dovršenemu oljnemu slikarstvu in od table k platnu kot podporo. Od beneške šole je pridobil tudi intenzivno kromatičnost in uporabo svetlobe kot slikovnega in estetskega elementa.

## Analiza dela
- Tempera na tabli, v triptihu treh obojestransko poslikanih plošč; sredinska plošča meri 37 x 23,8 cm, stranske pa merijo po 24 x 18 cm.
- Podpisano s črnimi grškimi velikimi črkami na osrednji plošči hrbtne strani: ΧΕΙΡ ΔΟΜΗΝΙΚΟΥ (Iz rok Doménikosa)
- Verodostojno delo po mnenju večine umetnostnih zgodovinarjev, kot so Rodolfo Pallucchini, August L. Mayer, José Camón Aznar6 ali Fernando Marías. Vendar pa je Harold Wethey ne sprejme in jo oštevilči z referenco X-154 med »šolska dela, kopije in lažne pripise«.[5]

- Čaščenje pastirjev
- Alegorija krščanskega viteza ali Kristus, ki krona svetnika
- Kristusov krst
- Oznanjenje
- Pogled na goro Sinaj
- Večni oče z Adamom in Evo

Tri plošče so povezane s tečaji. Osrednja plošča je višja od stranskih, ki imajo pravokotno obliko, na vrhu pa je polkrog. Osrednja miza je obdana s pozlačenim okvirjem. Ker je triptih naslikan tako spredaj kot zadaj, vsebuje šest prizorov: spredaj Alegorija krščanskega viteza v sredini, Češčenje pastirjev levo in Kristusov krst desno. Na hrbtni strani pogled na goro Sinaj v sredini, oznanjenje na levi in večni oče z Adamom in Evo na desni.4
Alegorijo krščanskega viteza včasih razlagajo kot Kristusa, ki krona svetnika, ki ga nekateri strokovnjaki identificirajo s Teodorjem Stratelatom. Ob njegovih figurah so tri teološke kreposti (vera, upanje in ljubezen) ter angeli s simboli pasijona in na dnu poslednje sodbe.
Pri tem delu je El Greco zlato uporabil v temeljnem premazu in ne kot ozadju, kot je bilo običajno v bizantinski umetnosti, na ta sloj pa je nanesel barve v beneškem slogu, s posebnim sijajem zaradi poudarjene uporabe svetlobe.

## Pomen dela
Ta triptih je bil opredeljen kot uganka, skoraj kot delo plagiatorja. Skupina angelov iz Oznanjenja izhaja iz gravure Giovannija Jacopa Caraglia, Češčenje pastirjev pa je domiselna kombinacija treh grafik. Pogled na goro Sinaj izhaja iz grafike, ki so jo prodajali romarjem, ki so prihajali v samostan svete Katarine na gori Sinaj, medtem ko je Alegorija krščanskega viteza kombinacija treh gravur, kjer so peklenska usta iz Malega pasijona, Albrecht Dürer. Toda El Greco je znal izkoristiti te razpršene materiale, jih nadomestiti, integrirati, preurediti in celo izboljšati. Čeprav je veliko kompozicijskih napak, to delo vsebuje zametke nekaterih njegovih kasnejših del.
Sorodnost med Oznanjenjem iz triptiha in naslednjima Oznanjenjem (italijanski oder) in Oznanjenjem (Muzej Prado) je nesporna. Pogled na goro Sinaj iz triptiha je praktično enak kasnejšemu Pogledu na goro Sinaj in obstaja velika podobnost med različnimi elementi Alegorije krščanskega viteza z nekaterimi od Čaščenja Jezusovega imena (El Escorial) in čaščenje Jezusovega imena (London). Pravzaprav lahko večino od šestih upodobitev v tem triptihu štejemo za zametek mnogih kasnejših del El Greca.